# 78 оборота
„78 оборота“ е четвъртият студиен албум на българската рок група ФСБ, издаден от студио „Балкантон“ през 1981 г. Албумът е записан на 45 оборота, а първата песен „Илюзия“ се приема като пример за влиянието на стила „фънк“.

## Списък на песните
1. „Илюзия“ – 2:40[4][5]
2. „Сезони“ – 3:44[6]
3. „Пътуване“ – 3:56[7]
4. „Случва се“ – 4:17[8]
5. „78 оборота“ – 2:54[9]
6. „Безсъница“ – 4:08[10]

## Състав
- Румен Бояджиев – водещ вокал, синтезатори, клавишни, перкусии
- Константин Цеков – клавишни, вокали
- Александър Бахаров – ел. бас китара, бас педали
- Петър Славов – ударни, перкусии
- Иван Лечев – китари